# Tour della nazionale maschile di rugby a 15 dell'Australia 1953
Nel 1953 l'Australian Rugby Union inviò ben 3 squadre in tour: la prima squadra in Africa meridionale per un tour di tre mesi, una seconda squadra a Figi ed una terza a Ceylon.

## I Wallabies in Africa Australe
Nel 1953 la nazionale di rugby australiana vista il Sudafrica e la Rhodesia per un lungo tour. Subisce un passivo nei test match con gli Springboks sudafricani con 3 partite perse e una vinta.
Tutto sommato fu considerato un buon tour, grazie alla vittoria nel secondo match, che interruppe una imbattibilità degli Springboks che durava da 15 anni.
Il match finale di Adelaide fu organizzato per festeggiare il ritorno degli "eroi".

### Risultati
Sistema di punteggio: meta = 3 punti, Trasformazione=2 punti. Punizione e calcio da mark= 3 punti. drop = 3 punti. 
| Durban 20 giugno 1953 | Natal | 15 – 14 | Australia XV |  |

| Pretoria 24 giugno 1953 | Comb. Northern University | 14 – 22 | Australia XV | Eden Park |

| Johannesburg 27 giugno 1953 | Transvaal 2nd XV | 18 – 20 | Australia XV |  |

| Kroonstad 1º luglio 1953 | Orange Free State | 28 – 3 | Australia XV |  |

| Springs 4 luglio 1953 | Eastern Transvaal | 12 – 15 | Australia XV |  |

| Salisbury 8 luglio 1953 | Rhodesia Meridionale | 15 – 18 | Australia XV |  |

| Kitwe 11 luglio 1953 | Rhodesia Meridionale | 8 – 8 | Australia XV |  |

| Bulawayo 15 luglio 1953 | Rhodesia Meridionale | 11 – 31 | Australia XV |  |

| Città del Capo 18 luglio 1953 | Transvaal | 20 – 14 | Australia XV |  |

| Kimberley 22 luglio 1953 | Grigualand West | 13 – 3 | Australia XV | Athletic Ground |

| Città del Capo 25 luglio 1953 | Western Province | 11 – 13 | Australia XV |  |

| 29 luglio 1953 | SW District | 11 – 34 | Australia XV |  |

| Port Elisabeth 1º agosto 1953 | Eastern Province | 11 – 16 | Australia XV |  |

| Burghersdorp 5 agosto 1953 | Eastern Districts | 6 – 25 | Australia XV |  |

| East London 8 agosto 1953 | Border | 6 – 9 | Australia XV |  |

| Potchefstoorm 12 agosto 1953 | Western Transvaal | 12 – 50 | Australia XV |  |

| Pretoria 15 agosto 1953 | Northern Transvaal | 27 – 11 | Australia XV |  |

| Arbitro: | Ralph Burmeister |

|                                                                                             |           |               |
| mete: du Rand Lategan, Marais Muller, Oelofse trasf.: Buchler, Marais c.p.: Buchler, Marais | Marcatori | c.p.: Sweeney |

| Kimberley 26 agosto 1953 | Grigualand West | 6 – 11 | Australia XV |  |

| Wellington 29 agosto 1953 | Boland | 13 – 14 | Australia XV |  |

| Città del Capo 2 settembre 1953 | Universities | 24 – 5 | Australia XV | Newlands |

| Arbitro: | Chris Ackermann |

|                                                   |           |                                                                    |
| mete: du Rand, Koch Ochse, van Wyk trasf.: Marais | Marcatori | mete: Cross, Johnson Jones, Stapleton trasf.: Colbert 2, Stapleton |

| Queenstown 9 settembre 1953 | Border | 13 – 24 | Australia XV |  |

| Bloemfontein 12 settembre 1953 | Orange Free State | 3 – 28 | Australia XV |  |

| Arbitro: | Chris Ackermann |

|                                                             |           |                                           |
| mete: HPJ Bekker, RP Bekker Rossouw, van Wyk trasf.: Rens 3 | Marcatori | mete: Cross trasf.: Colbert c.p.: Solomon |

| Port Elisabeth 23 settembre 1953 | Eastern Province | 17 – 39 | Australia XV |  |

| Arbitro: | Lammie Louw |

|                                                                     |           |                                |
| mete: Koch, Oelofse trasf.: Rens 2 c.p.: Rens 2 Drop: Buchler, Rens | Marcatori | mete: Stapleton c.p.: Barker 2 |

| East Freemantle 3 ottobre 1953 | Western Australia | 5 – 40 | Australia XV |  |

## Il Secondo "XV" a Figi
| Suva 15 agosto 1953 | FijI Europeans | 9 – 22 | Australia XV |  |

| Levuka 19 agosto 1953 | Lomaviti Province | 16 – 21 | Australia XV | Eden Park |

| Suva 24 agosto 1953 | Nandronga | 8 – 3 | Australia XV |  |

| Lauthala 26 agosto 1953 | Rewa Fijians | 8 – 12 | Australia XV |  |

| Suva 30 agosto 1956 | Figi XV | 26 – 6 | Australia XV |  |

## Il terzo "XV" a Ceylon
| Adelaide 20 agosto 1953 | Sud Australia | 6 – 14 | Australia XV |  |

| Colombo 3 settembre 1953 | Colombo Clubs | 11 – 35 | Australia XV | Eden Park |

| Colombo 5 settembre 1953 | Ceylon | 0 – 39 | Australia XV |  |

| Colombo 9 settembre 1953 | Ceylon Barbarians | 3 – 30 | Australia XV |  |